# Piazza della Signoria
Piazza della Signoria er en L-formet plads foran Palazzo Vecchio i Firenze, Italien. De fik navn efter Palazzo della Signoria, der også kaldes Palazzo Vecchio. Det var arnestedet for Republikken Firenze og den har stadig ry for at være et politisk fokus for byen. Det er et kendt mødested for Firenzes beboere samt for de mange turister, der besøger byen hvert år. Den ligger nær Palazzo Vecchio og Piazza del Duomo og indgangen til Galleria degli Uffizi.